# Joiadá (contemporâneo de Eliasibe)
Joiadá (lit. "conhecido por Deus") foi um sumo sacerdote de Israel do século V a.C., que floresceu por volta de 434 a.C., no tempo de Neemias. Sucedeu Eliasibe em sua função.